# You're Still Here
«Todavía estas Aquí» —título original en inglés: «You're Still Here»— es el decimoprimer episodio de la quinta temporada de la serie de televisión posapocalíptica, horror Fear the Walking Dead. Se estrenó el 25 de agosto de 2019. Estuvo dirigido por K.C. Colwell y en el guion estuvo a cargo de Mallory Westfall y Alex Delyle.

## Trama
Durante un viaje de exploración con Strand, Alicia encuentra otro árbol pintado con el mensaje "Si estás leyendo esto, todavía estás aquí". Wes se pone en contacto con ellos, quien les explica su encuentro personal con Logan. Alicia y Strand llevan a Wes a su domicilio, que es una estación de policía cercana. Cuando Wes entra, se escucha un tiroteo y un hombre herido sale corriendo y roba su auto.
En otra parte, Morgan y Althea ingresan a un banco, donde Althea guarda las cintas de sus entrevistas en una caja de seguridad. Recogen una llamada de socorro de Alicia e intentan localizar al hombre herido y el camión robado, pero su progreso es detenido por la tripulación de Logan. Alicia, Strand y Wes escapan de la comisaría y localizan al herido, quien intenta estrangular a Wes, pero Wes lo domina y lo apuñala antes de preguntar dónde está un manuscrito.
El hombre le dice a Wes que está en su bolso antes de morir. Alicia se pregunta enojada por qué Wes mataría a alguien por un manuscrito; Wes simplemente dice "las personas son personas" antes de alejarse. Mientras mira el manuscrito, Alicia descubre la frase de los árboles en la página final y se da cuenta de que Wes fue quien los pintó. Esa noche, la tripulación de Logan invade el banco y roba las cintas de Althea, con la esperanza de conocer el paradero de la ubicación del campo petrolero.

## Recepción
"You're Still Here" recibió críticas negativas. Actualmente tiene una calificación negativa del 46% con una calificación promedio de 5.62/10 de 13 en el agregador de reseñas Rotten Tomatoes. El consenso de los críticos dice: "La estrella invitada Colby Hollman da una fuerte impresión como el cínico Wes en 'You're Still Here', una entrega de ritmo pausado que, sin embargo, puede hacer que los fanáticos se pregunten si la serie ha olvidado dónde está la esencia de su atractivo."
David SE Zapanta de Den of Geek elogió el episodio y escribió: ""You're Still Here" marca un bienvenido regreso a la forma de la serie. Y con eso me refiero a un enfoque renovado y fresco en el posicionamiento de los zombis ellos más como carroñeros, festejando con ganado muerto mientras los vivos pasan aparentemente desapercibidos y sin obstáculos." Sin embargo, Erik Kain de Forbes fue negativo sobre el episodio y escribió: "Otro episodio extraño. Logan es simplemente desconcertante. Strand ya no es ni remotamente como solía ser y Alicia es casi incoherente como personaje en este momento."

### Calificaciones
El episodio fue visto por 1,44 millones de espectadores en los Estados Unidos en su fecha de emisión original, por encima del episodios anterior.